# ملک شفیعی
ملک شفیعی مستندساز افغانستانی است.

## زندگی
ملک شفیعی مستندساز افغانستانی، متولد سال ۱۹۷۴ (میلادی) در قره‌باغ ولایت غزنی است. در ایام جوانی در ایران مهاجر شده‌است. در همین کشور به نوشتن روی آورده‌است و داستان نوشته‌است و سپس در رشتهٔ سینما در ایران درس خوانده‌است و بعدها به ساخت فیلمهای مستند روی آورده‌است. از وی فیلم‌های مستند بسیار به نمایش درآمده است. وی جوایز و تقدیرنامه‌های زیادی گرفته‌است. اکنون در کانادا زندگی می‌کند.